# 篠塚廣夢
篠塚廣夢（日语：／ Shinoduka Hiromu，1979年3月27日—），日本漫畫家。女性。出身於福岡縣，現居住於東京都。A型血。
1999年起活躍於小學館《Ciao》和《Ciao DX》。初期的作品是描寫關於人類之間的愛情，但在《魔法咪路咪路》之後，她開始根據人類與不同物種之間有趣的互動為兒童繪製喜劇漫畫（或浪漫喜劇），截至2018年，其中3部已被改編成電視動畫，並3度榮獲小學館漫畫獎和講談社漫畫獎。
她的方針是即使已經完結的作品很受歡迎，也不繪製續集，而且她在繪製新作品上投入的精力比續集更多。

## 來歷、人物
1996年，當時篠塚廣夢還是高中2年級的學生時，向出版社投稿了本身的第1部作品。此後雖然多次投稿，但並未出道，高中畢業後就在一般公司上班。她說，大約在這個時候，自己對漫畫的熱情開始消退，因為她對自己永遠無法成為漫畫家感到無奈。然而，在一次的同學聚會後，她決定再試一次，並開始投稿。
恢復投稿後的第2部作品《桌球少女》於1999年《Ciao DX》夏季號上發表，成為她期待已久的出道作品。
2001年，原本以單部短篇形式發表的《魔法咪路咪路》開始連載。該作品被改編成電視動畫，大受歡迎，並被商品化為玩具和幼兒圖畫書等多種商品，成為她的代表作。2003年，《魔法咪路咪路》獲得第27屆講談社漫畫獎兒童部門、第49屆小學館漫畫獎兒童部門。
2006年，開始連載《戀愛布丁》。《魔法咪路咪路》連載結束後，她感到精疲力盡，並表示在該系列開始時表示「精神上很艱難」。
2008年，隨著《戀愛布丁》完結，它被製作成名為《戀愛布丁 ～戀愛大冒險！》的一款[任天堂DS]]遊戲，同年，開始連載《魔法☆小惡魔》。2011年，在NHK教育節目《天才兒童MAX》的時段內播出電視動畫，播出了大約2年半。
2015年，開始連載《水嫩小嘰!!》。並獲得2017年第63屆小學館漫畫獎兒童部門。此外，同一作品的電視動畫由每日放送製作，並於2017年4月至12月在全28間TBS電視網播出。
2019年，開始連載《旋律與戀愛的魔法》。
她與來自福岡縣的《Ribon》（集英社）漫畫家前川涼是好朋友。

## 作品列表

### 連載作品
- 戀愛電波！（日语：恋はオン・エア!）（《Ciao》2000年4月號—6月號）
- 戀愛養成！（日语：恋はゲームで!）（《Ciao》2000年8月號—10月號）
- 變身！（日语：ちぇんじ!）（《Ciao》2001年5月號—7月號）
- 魔法咪路咪路（《Ciao》2001年9月號—2006年1月號）
- 戀愛布丁（日语：恋するプリン!）（《Ciao》2006年4月號—2007年9月號）
  - 《戀愛布丁Cute☆》（《Ciao》2007年11月號—2008年4月號）
- 魔法☆小惡魔（日语：ちび☆デビ!）（《Ciao》2008年6月號—2014年12月號）
- 水嫩小嘰!!（日语：プリプリちぃちゃん!!）[7]（《Ciao》2015年4月號—2019年3號）
- 旋律與戀愛的魔法（日语：メロと恋の魔法）（《Ciao》2019年6月號—2021年1月號）
- （《Ciao》2021年4月號—2023年2月號）
- （《Ciao》2023年5月號[8]—）

### 短篇作品
- 桌球少女（日语：卓球少女）（《Ciao DX（日语：ちゃおデラックス）》1999年夏季號）
- （《Ciao》1999年12月號）
- （《Ciao DX》2000年秋季號）
- Family Game（日语：ファミリーゲーム）（《Ciao DX》2000年冬季號）
- 魔法咪路咪路（《Ciao》2001年3月號）
- （《Ciao DX》2001年春季號）
- （《Ciao DX》2005年秋季號）
- （《Ciao》2006年12月號）—與中原杏的《花漾明星KIRARIN》合作

## 出版作品

### 漫畫
- 戀愛電波！（日语：恋はオン・エア!）
- 戀愛養成！（日语：恋はゲームで!）
- 變身（日语：ちぇんじ!） ～如果能成為不一樣的我～
- 魔法咪路咪路（全12冊）
  - 魔法咪路咪路 Menorial Fanbook
- 戀愛布丁（日语：恋するプリン!）（全5冊）
- 魔法☆小惡魔（日语：ちび☆デビ!）（全11冊）
  - 魔法☆小惡魔 6.5公式Fanbook
  - 我喜歡 魔法☆小惡魔
  - 魔法☆小惡魔 ～來自天堂的使者和巧克力島之謎×2！～
- 水嫩小嘰!!（日语：プリプリちぃちゃん!!）（全7冊）
- 旋律與戀愛的魔法（日语：メロと恋の魔法）（全4冊）
- （全4冊）
- （已出版2冊）

## 腳註

## 外部連結
- 篠塚廣夢的X（前Twitter） （日語）